# Du Mu
Du Mu   (Chang'an, 803 (Gregorià) - Chang'an, 852 (Gregorià)) va ser un cal·lígraf, poeta i polític xinès que va viure durant la dinastia Tang tardana. El seu nom de cortesia era Muzhi (牧之) i el nom d'art Fanchuan (樊川). És conegut sobretot pels seus quartets lírics i romàntics. Poeta líric sovint inspirat per cortesanes, se servia de la història per a parlar de la seva època.

## Biografia
Du Mu va néixer a la capital de Tang Chang'an (l'actual Xi'an) en el si d'una família d'elit, el clan Jingzhao Du, les fortunes del qual anaven disminuint. El seu avi era Du You, ministre de la cort Tang i compilador de l'enciclopèdia Tongdian de la dinastia Tang. Va aprovar el nivell jinshi ("Presented Scholar") de l'examen de servei civil imperial l'any 828 a l'edat de 25 anys, i va començar la seva carrera com a buròcrata ocupant una sèrie de càrrecs menors, primer com a editor de l'Institut. per a l'avenç de la literatura. Uns mesos més tard, es va unir al seguici de Shen Chuanshi (沈傳師), un comissari de vigilància, primer a Hongzhou, després un any després a Xuanzhou. El 833 va ser enviat a unir-se a Niu Sengru a Yangzhou. A Yangzhou va començar a madurar com a poeta. L'any 835 va ser nomenat censor investigador i va tornar a la capital on, possiblement preocupat per ser implicat en una disputa entre faccions que implicava el seu amic Li Gan que s'havia oposat a Zheng Zhu, va demanar que el traslladessin a Luoyang. Això va ser concedit, i va evitar la purga que va seguir l'incident de Sweet Dew que va passar més tard l'any.
Tenia molt èxit com poeta i prosista. Escrigué també grans poemes narratius, un comentari de l'Art de la guerra i diverses cartes oficials a alts mandataris. Molt influenciat per Du Fu, Li Bai, Han Yu i Liu Zongyuan, està associat amb un altre poeta, Li Shangyin com els Petits Li Du (小李杜), en contrast amb els Grans Li Du: Li Bai i Du Fu.